# Moalboal

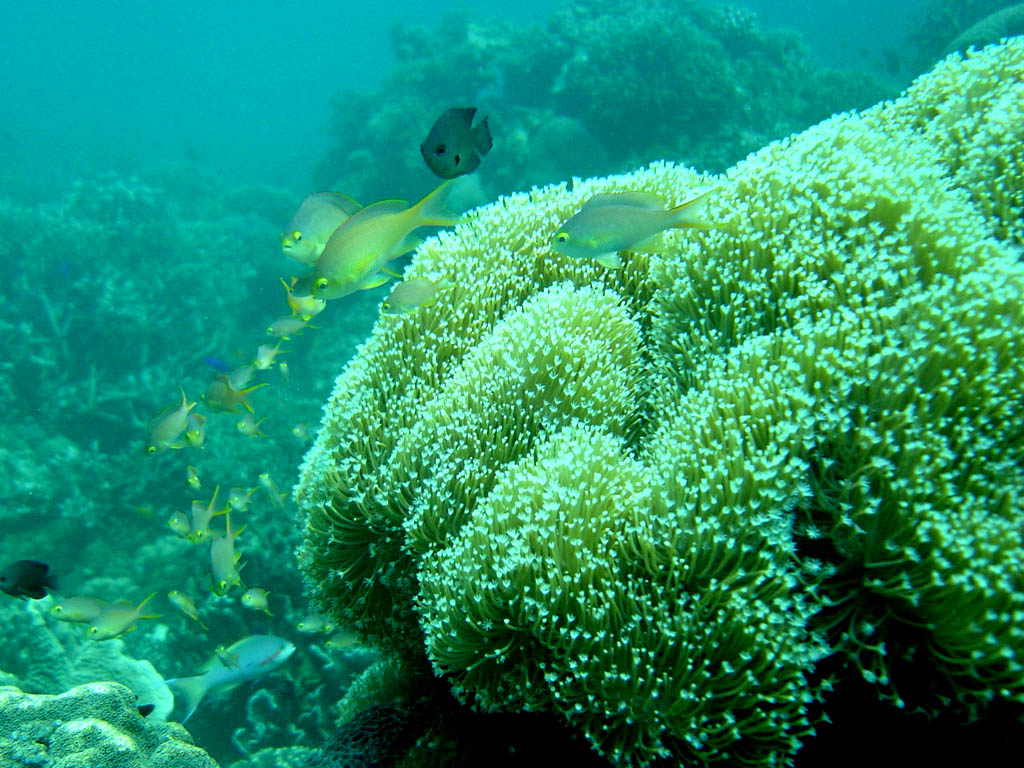
Récif corallien de Moalboal - 03/01/2006

Moalboal est une municipalité de la province de Cebu, au sud-ouest de l'île de Cebu, aux Philippines.

## Généralités
Elle est entourée des municipalités de Badian au sud, Alcantara au nord, Argao à l'est, et du Détroit de Tañon à l'ouest.
Elle est administrativement constituée de 15 barangays (quartiers/districts/villages) :
- Agbalanga
- Bala
- Balabagon
- Basdiot
- Batadbatad
- Bugho
- Buguil
- Busay
- Lanao
- Poblacion East
- Poblacion West
- Saavedra
- Tomonoy
- Tuble
- Tunga

Sa population en 2019 est d'environ 34 000 habitants.